# Saison 2019-2020 des Suns de Phoenix
La saison 2019-2020 des Suns de Phoenix est la 52e saison de la franchise en National Basketball Association (NBA).
Lors de l'intersaison 2019, la franchise signe Monty Williams au poste d'entraîneur principal de l'équipe. Durant la saison régulière, Deandre Ayton est suspendu 25 matchs et Devin Booker obtient sa première sélection au NBA All-Star Game 2020.
La saison a été suspendue par les officiels de la ligue après les matchs du 11 mars  après l'annonce que Rudy Gobert était positif au COVID-19. Le 12 mars 2020, le président de la ligue Adam Silver annonce que le championnat est arrêté pour "au moins 30 jours". La franchise reprend la saison régulière le 31 juillet 2020, à Orlando.
Lors de la reprise de la saison régulière, les Suns sont la seule équipe à avoir remporté les huit matchs pour accéder aux playoffs. Néanmoins, en dépit de leur invincibilité dans la "bulle d'Orlando", l'équipe termine à la 10e place de la conférence Ouest, à égalité avec les Grizzlies de Memphis, qualifiés pour le match qualificatif pour une place en playoffs.

## Draft
| Tour | Choix | Joueur         | Poste | Nationalité | Provenance                |
| ---- | ----- | -------------- | ----- | ----------- | ------------------------- |
| 1    | 6     | Jarrett Culver | SG    | États-Unis  | Red Raiders de Texas Tech |
| 2    | 32    | KZ Okpala      | SF    | États-Unis  | Cardinal de Stanford      |

## Matchs

### Summer League
| Summer League Total: 3-1 |

| Match | Date match | Équipe      | Score          | Meilleur marqueur     | Meilleur rebondeur | Meilleur passeur     | Lieux Spectateurs    | Série |
| ----- | ---------- | ----------- | -------------- | --------------------- | ------------------ | -------------------- | -------------------- | ----- |
| 1     | 5 juillet  | Denver      | Annulé         |                       |                    |                      | Thomas & Mack Center | -     |
| 2     | 7 juillet  | New York    | V 105-100 (OT) | James Palmer Jr. (23) | Landry Nnoko (11)  | Jared Harper (4)     | Thomas & Mack Center | 1 - 0 |
| 3     | 9 juillet  | Memphis     | D 69-79        | James Palmer Jr. (18) | Ray Spalding (8)   | James Palmer Jr. (4) | Thomas & Mack Center | 1 - 1 |
| 4     | 10 juillet | San Antonio | V 79-78        | Jalen Lecque (14)     | Landry Nnoko (7)   | Jared Harper (4)     | Cox Pavilion         | 2 - 1 |
| 5     | 12 juillet | Chine       | V 94-64        | Trois joueurs (11)    | Cooks, Tillman (4) | Retin Obasohan (4)   | Thomas & Mack Center | 3 - 1 |

### Pré-saison
| Pré-saison Total: 2-2 (Domicile : 1-1; Extérieur : 1-1) |

| Match | Date match | Équipe       | Score     | Meilleur marqueur   | Meilleur rebondeur | Meilleur passeur   | Lieux                      | Série |
| ----- | ---------- | ------------ | --------- | ------------------- | ------------------ | ------------------ | -------------------------- | ----- |
| 1     | 8 octobre  | Minnesota    | V 111-106 | DeAndre Ayton (18)  | DeAndre Ayton (13) | Booker, Rubio (5)  | Talking Stick Resort Arena | 1 - 0 |
| 2     | 10 octobre | @ Sacramento | D 88-105  | Devin Booker (18)   | Devin Booker (7)   | Ty Jerome (4)      | Golden 1 Center            | 1 - 1 |
| 3     | 12 octobre | @ Portland   | V 134-118 | Kelly Oubre (19)    | Dario Šarić (8)    | Frank Kaminsky (8) | Moda Center                | 2 - 1 |
| 4     | 14 octobre | Denver       | D 102-107 | Frank Kaminsky (22) | Frank Kaminsky (6) | Ricky Rubio (9)    | Talking Stick Resort Arena | 2 - 2 |

### Matchs de préparation à Orlando avant la reprise de la saison régulière
| Matchs de préparation Total: 2-1 |

| Match | Date match | Équipe  | Score     | Meilleur marqueur  | Meilleur rebondeur | Meilleur passeur  | Lieux                | Série |
| ----- | ---------- | ------- | --------- | ------------------ | ------------------ | ----------------- | -------------------- | ----- |
| 1     | 23 juillet | Utah    | V 101-88  | Mikal Bridges (14) | Deandre Ayton (8)  | Trois joueurs (3) | HP Field House       | 1 - 0 |
| 2     | 26 juillet | Boston  | D 103-117 | Devin Booker (17)  | Dario Šarić (8)    | Devin Booker (9)  | Visa Athletic Center | 1 - 1 |
| 3     | 28 juillet | Toronto | V 117-106 | Mikal Bridges (26) | Trois joueurs (6)  | Devin Booker (7)  | The Arena            | 2 - 1 |

### Saison régulière
| Saison régulière Total: 34-39 (Domicile : 17-22; Extérieur : 17-17) |

| Match | Date match | Équipe         | Score          | Meilleur marqueur | Meilleur rebondeur  | Meilleur passeur  | Lieux                      | Série |
| ----- | ---------- | -------------- | -------------- | ----------------- | ------------------- | ----------------- | -------------------------- | ----- |
| 1     | 23 octobre | Sacramento     | V 124-95       | Devin Booker (22) | DeAndre Ayton (11)  | Ricky Rubio (11)  | Talking Stick Resort Arena | 1 - 0 |
| 2     | 25 octobre | @ Denver       | D 107-108 (OT) | Kelly Oubre (23)  | Frank Kaminsky (11) | Ricky Rubio (9)   | Pepsi Center               | 1 - 1 |
| 3     | 26 octobre | L.A. Clippers  | V 130-122      | Devin Booker (30) | Dario Šarić (10)    | Devin Booker (8)  | Talking Stick Resort Arena | 2 - 1 |
| 4     | 28 octobre | Utah           | D 95-96        | Devin Booker (21) | Ricky Rubio (10)    | Ricky Rubio (8)   | Talking Stick Resort Arena | 2 - 2 |
| 5     | 30 octobre | @ Golden State | V 121-110      | Devin Booker (31) | Aron Baynes (13)    | Baynes, Rubio (7) | Chase Center               | 3 - 2 |

| Match | Date match  | Équipe              | Score     | Meilleur marqueur  | Meilleur rebondeur | Meilleur passeur  | Lieux                      | Série  |
| ----- | ----------- | ------------------- | --------- | ------------------ | ------------------ | ----------------- | -------------------------- | ------ |
| 6     | 2 novembre  | @ Memphis           | V 114-105 | Devin Booker (21)  | Dario Šarić (7)    | Ricky Rubio (6)   | FedExForum                 | 4 - 2  |
| 7     | 4 novembre  | Philadelphie        | V 114-109 | Devin Booker (40)  | Baynes, Rubio (7)  | Ricky Rubio (10)  | Talking Stick Resort Arena | 5 - 2  |
| 8     | 7 novembre  | Miami               | D 108-124 | Aron Baynes (23)   | Ricky Rubio (11)   | Ricky Rubio (6)   | Talking Stick Resort Arena | 5 - 3  |
| 9     | 10 novembre | Brooklyn            | V 138-112 | Devin Booker (27)  | Aron Baynes (7)    | Ricky Rubio (12)  | Talking Stick Resort Arena | 6 - 3  |
| 10    | 12 novembre | L.A. Lakers         | D 115-123 | Booker, Rubio (21) | Frank Kaminsky (9) | Ricky Rubio (10)  | Talking Stick Resort Arena | 6 - 4  |
| 11    | 14 novembre | Atlanta             | V 128-112 | Kelly Oubre (30)   | Kelly Oubre (7)    | Ricky Rubio (8)   | Talking Stick Resort Arena | 7 - 4  |
| 12    | 18 novembre | Boston              | D 85-99   | Devin Booker (20)  | Dario Šarić (10)   | Aron Baynes (5)   | Talking Stick Resort Arena | 7 - 5  |
| 13    | 19 novembre | @ Sacramento        | D 116-120 | Devin Booker (30)  | Kelly Oubre (8)    | Devin Booker (8)  | Golden 1 Center            | 7 - 6  |
| 14    | 21 novembre | La Nouvelle-Orléans | D 121-124 | Kelly Oubre (25)   | Bridges, Oubre (6) | Booker, Okobo (7) | Talking Stick Resort Arena | 7 - 7  |
| 15    | 23 novembre | @ Minnesota         | V 100-98  | Devin Booker (35)  | Devin Booker (12)  | Devin Booker (9)  | Target Center              | 8 - 7  |
| 16    | 24 novembre | @ Denver            | D 104-116 | Cheick Diallo (22) | Dario Šarić (17)   | Devin Booker (5)  | Pepsi Center               | 8 - 8  |
| 17    | 27 novembre | Washington          | D 132-140 | Devin Booker (27)  | Dario Šarić (12)   | Booker, Okobo (8) | Talking Stick Resort Arena | 8 - 9  |
| 18    | 29 novembre | Dallas              | D 113-120 | Kelly Oubre (22)   | Kelly Oubre (10)   | Ricky Rubio (9)   | Talking Stick Resort Arena | 8 - 10 |

| Match | Date match  | Équipe                | Score          | Meilleur marqueur   | Meilleur rebondeur | Meilleur passeur  | Lieux                      | Série   |
| ----- | ----------- | --------------------- | -------------- | ------------------- | ------------------ | ----------------- | -------------------------- | ------- |
| 19    | 2 décembre  | @ Charlotte           | V 109-104      | Booker, Oubre (23)  | Dario Šarić (10)   | Ricky Rubio (13)  | Spectrum Center            | 9 - 10  |
| 20    | 4 décembre  | @ Orlando             | D 114-128      | Frank Kaminsky (23) | Dario Šarić (6)    | Ricky Rubio (9)   | Amway Center               | 9 - 11  |
| 21    | 5 décembre  | @ La Nouvelle-Orléans | V 139-132 (OT) | Devin Booker (44)   | Kelly Oubre (15)   | Ricky Rubio (15)  | Smoothie King Center       | 10 - 11 |
| 22    | 7 décembre  | @ Houston             | D 109-115      | Devin Booker (35)   | Dario Šarić (12)   | Ricky Rubio (13)  | Toyota Center              | 10 - 12 |
| 23    | 9 décembre  | Minnesota             | V 125-109      | Devin Booker (26)   | Dario Šarić (9)    | Ricky Rubio (14)  | Talking Stick Resort Arena | 11 - 12 |
| 24    | 11 décembre | Memphis               | D 108-115      | Frank Kaminsky (24) | Kelly Oubre (13)   | Devin Booker (10) | Talking Stick Resort Arena | 11 - 13 |
| 25    | 14 décembre | San Antonio           | D 119-121 (OT) | Ricky Rubio (25)    | Kelly Oubre (17)   | Ricky Rubio (13)  | Arena Ciudad de México     | 11 - 14 |
| 26    | 16 décembre | Portland              | D 110-111      | Kelly Oubre (24)    | Ricky Rubio (11)   | Ricky Rubio (14)  | Talking Stick Resort Arena | 11 - 15 |
| 27    | 17 décembre | @ L.A. Clippers       | D 99-120       | Kelly Oubre (19)    | DeAndre Ayton (12) | Ricky Rubio (8)   | Staples Center             | 11 - 16 |
| 28    | 20 décembre | @ Oklahoma City       | D 108-126      | Ricky Rubio (24)    | Dario Šarić (6)    | Ricky Rubio (8)   | Chesapeake Energy Arena    | 11 - 17 |
| 29    | 21 décembre | Houston               | D 125-139      | Kelly Oubre (26)    | Devin Booker (6)   | Devin Booker (9)  | Talking Stick Resort Arena | 11 - 18 |
| 30    | 23 décembre | Denver                | D 111-113      | Ricky Rubio (21)    | Johnson, Rubio (7) | Ricky Rubio (9)   | Talking Stick Resort Arena | 11 - 19 |
| 31    | 27 décembre | @ Golden State        | D 96-105       | Devin Booker (34)   | Baynes, Šarić (10) | Booker, Rubio (4) | Chase Center               | 11 - 20 |
| 32    | 28 décembre | @ Sacramento          | V 112-110      | Devin Booker (32)   | Kelly Oubre (16)   | Devin Booker (10) | Golden 1 Center            | 12 - 20 |
| 33    | 30 décembre | @ Portland            | V 122-116      | Devin Booker (33)   | DeAndre Ayton (12) | Ricky Rubio (13)  | Moda Center                | 13 - 20 |

| Match | Date match  | Équipe        | Score     | Meilleur marqueur | Meilleur rebondeur | Meilleur passeur  | Lieux                      | Série   |
| ----- | ----------- | ------------- | --------- | ----------------- | ------------------ | ----------------- | -------------------------- | ------- |
| 34    | 1er janvier | @ L.A. Lakers | D 107-117 | Devin Booker (32) | DeAndre Ayton (14) | Ricky Rubio (9)   | Staples Center             | 13 - 21 |
| 35    | 3 janvier   | New York      | V 120-112 | Devin Booker (38) | DeAndre Ayton (13) | Ricky Rubio (10)  | Talking Stick Resort Arena | 14 - 21 |
| 36    | 5 janvier   | Memphis       | D 114-121 | Devin Booker (40) | DeAndre Ayton (12) | Ricky Rubio (8)   | Talking Stick Resort Arena | 14 - 22 |
| 37    | 7 janvier   | Sacramento    | D 103-114 | Devin Booker (34) | DeAndre Ayton (9)  | Ricky Rubio (9)   | Talking Stick Resort Arena | 14 - 23 |
| 38    | 10 janvier  | Orlando       | V 98-94   | Devin Booker (24) | Ayton, Oubre (9)   | Ricky Rubio (10)  | Talking Stick Resort Arena | 15 - 23 |
| 39    | 12 janvier  | Charlotte     | V 100-92  | Kelly Oubre (25)  | Kelly Oubre (15)   | Booker, Rubio (9) | Talking Stick Resort Arena | 16 - 23 |
| 40    | 14 janvier  | @ Atlanta     | D 110-123 | Devin Booker (39) | DeAndre Ayton (10) | Mikal Bridges (4) | State Farm Arena           | 16 - 24 |
| 41    | 16 janvier  | @ New York    | V 121-98  | Devin Booker (29) | DeAndre Ayton (21) | Ricky Rubio (13)  | Madison Square Garden      | 17 - 24 |
| 42    | 18 janvier  | @ Boston      | V 123-119 | Devin Booker (39) | DeAndre Ayton (15) | Booker, Rubio (9) | TD Garden                  | 18 - 24 |
| 43    | 20 janvier  | San Antonio   | D 118-120 | Devin Booker (37) | DeAndre Ayton (12) | Ricky Rubio (9)   | Talking Stick Resort Arena | 18 - 25 |
| 44    | 22 janvier  | Indiana       | D 87-112  | Kelly Oubre (17)  | Kelly Oubre (9)    | Trois joueurs (3) | Talking Stick Resort Arena | 18 - 26 |
| 45    | 24 janvier  | @ San Antonio | V 103-99  | Devin Booker (35) | DeAndre Ayton (11) | Devin Booker (10) | AT&T Center                | 19 - 26 |
| 46    | 26 janvier  | @ Memphis     | D 109-114 | Devin Booker (36) | DeAndre Ayton (15) | Devin Booker (5)  | FedExForum                 | 19 - 27 |
| 47    | 28 janvier  | @ Dallas      | V 133-104 | Devin Booker (32) | DeAndre Ayton (9)  | Devin Booker (9)  | American Airlines Center   | 20 - 27 |
| 48    | 31 janvier  | Oklahoma City | D 107-111 | Kelly Oubre (27)  | Kelly Oubre (11)   | Ricky Rubio (7)   | Talking Stick Resort Arena | 20 - 28 |

| Match                  | Date match | Équipe        | Score     | Meilleur marqueur  | Meilleur rebondeur | Meilleur passeur   | Lieux                      | Série   |
| ---------------------- | ---------- | ------------- | --------- | ------------------ | ------------------ | ------------------ | -------------------------- | ------- |
| 49                     | 2 février  | @ Milwaukee   | D 108-129 | Devin Booker (32)  | DeAndre Ayton (14) | Devin Booker (6)   | Fiserv Forum               | 20 - 29 |
| 50                     | 3 février  | @ Brooklyn    | D 97-119  | DeAndre Ayton (25) | DeAndre Ayton (17) | Ayton, Okobo (5)   | Barclays Center            | 20 - 30 |
| 51                     | 5 février  | @ Détroit     | D 108-116 | Kelly Oubre (30)   | DeAndre Ayton (12) | Ricky Rubio (11)   | Little Caesars Arena       | 20 - 31 |
| 52                     | 7 février  | Houston       | V 127-91  | Kelly Oubre (39)   | Booker, Oubre (9)  | Ricky Rubio (10)   | Talking Stick Resort Arena | 21 - 31 |
| 53                     | 8 février  | Denver        | D 108-117 | DeAndre Ayton (28) | DeAndre Ayton (19) | Devin Booker (9)   | Talking Stick Resort Arena | 21 - 32 |
| 54                     | 10 février | @ L.A. Lakers | D 100-125 | Mikal Bridges (18) | Mikal Bridges (6)  | Booker, Rubio (5)  | Staples Center             | 21 - 33 |
| 55                     | 12 février | Golden State  | V 112-106 | Devin Booker (27)  | Cheick Diallo (8)  | Ricky Rubio (9)    | Talking Stick Resort Arena | 22 - 33 |
| NBA All-Star Game 2020 |            |               |           |                    |                    |                    |                            |         |
| 56                     | 21 février | @ Toronto     | D 101-118 | Devin Booker (21)  | DeAndre Ayton (10) | Ricky Rubio (9)    | Scotiabank Arena           | 22 - 34 |
| 57                     | 22 février | @ Chicago     | V 112-104 | Devin Booker (29)  | DeAndre Ayton (19) | Ricky Rubio (11)   | United Center              | 23 - 34 |
| 58                     | 24 février | @ Utah        | V 131-111 | Devin Booker (24)  | Aron Baynes (8)    | Ricky Rubio (11)   | Vivint Smart Home Arena    | 24 - 34 |
| 59                     | 26 février | L.A. Clippers | D 92-102  | DeAndre Ayton (25) | DeAndre Ayton (17) | Booker, Rubio (10) | Talking Stick Resort Arena | 24 - 35 |
| 60                     | 28 février | Détroit       | D 111-113 | Devin Booker (26)  | DeAndre Ayton (10) | Ricky Rubio (13)   | Talking Stick Resort Arena | 24 - 36 |
| 61                     | 29 février | Golden State  | D 99-115  | Devin Booker (21)  | Ayton, Šarić (9)   | Ricky Rubio (8)    | Talking Stick Resort Arena | 24 - 37 |

| Match | Date match | Équipe     | Score     | Meilleur marqueur | Meilleur rebondeur | Meilleur passeur   | Lieux                      | Série   |
| ----- | ---------- | ---------- | --------- | ----------------- | ------------------ | ------------------ | -------------------------- | ------- |
| 62    | 3 mars     | Toronto    | D 114-123 | Devin Booker (22) | DeAndre Ayton (14) | Booker, Rubio (10) | Talking Stick Resort Arena | 24 - 38 |
| 63    | 6 mars     | Portland   | V 127-117 | Aron Baynes (37)  | Aron Baynes (16)   | Devin Booker (12)  | Talking Stick Resort Arena | 25 - 38 |
| 64    | 8 mars     | Milwaukee  | V 140-131 | Devin Booker (36) | Ricky Rubio (13)   | Ricky Rubio (13)   | Talking Stick Resort Arena | 26 - 38 |
| 65    | 10 mars    | @ Portland | D 105-121 | Devin Booker (29) | Dario Šarić (11)   | Booker, Rubio (9)  | Moda Center                | 26 - 39 |

| Match | Date match | Équipe                | Score | Meilleur marqueur | Meilleur rebondeur | Meilleur passeur | Lieux                      | Série |
| ----- | ---------- | --------------------- | ----- | ----------------- | ------------------ | ---------------- | -------------------------- | ----- |
| -     | Annulé     | @ Dallas              |       |                   |                    |                  | American Airlines Center   | -     |
| -     | Annulé     | Minnesota             |       |                   |                    |                  | Talking Stick Resort Arena | -     |
| -     | Annulé     | @ L.A. Clippers       |       |                   |                    |                  | Staples Center             | -     |
| -     | Annulé     | Dallas                |       |                   |                    |                  | Talking Stick Resort Arena | -     |
| -     | Annulé     | @ Indiana             |       |                   |                    |                  | Bankers Life Fieldhouse    | -     |
| -     | Annulé     | @ Washington          |       |                   |                    |                  | Capital One Arena          | -     |
| -     | Annulé     | @ Philadelphie        |       |                   |                    |                  | Wells Fargo Center         | -     |
| -     | Annulé     | @ Miami               |       |                   |                    |                  | American Airlines Arena    | -     |
| -     | Annulé     | @ Cleveland           |       |                   |                    |                  | Rocket Mortgage FieldHouse | -     |
| -     | Annulé     | @ Oklahoma City       |       |                   |                    |                  | Chesapeake Energy Arena    | -     |
| -     | Annulé     | Cleveland             |       |                   |                    |                  | Talking Stick Resort Arena | -     |
| -     | Annulé     | Chicago               |       |                   |                    |                  | Talking Stick Resort Arena | -     |
| -     | Annulé     | @ Minnesota           |       |                   |                    |                  | Target Center              | -     |
| -     | Annulé     | @ La Nouvelle-Orléans |       |                   |                    |                  | Smoothie King Center       | -     |
| -     | Annulé     | Utah                  |       |                   |                    |                  | Talking Stick Resort Arena | -     |
| -     | Annulé     | @ Houston             |       |                   |                    |                  | Toyota Center              | -     |
| -     | Annulé     | L.A. Lakers           |       |                   |                    |                  | Talking Stick Resort Arena | -     |

| Match | Date match | Équipe       | Score     | Meilleur marqueur | Meilleur rebondeur | Meilleur passeur | Lieux                | Série   |
| ----- | ---------- | ------------ | --------- | ----------------- | ------------------ | ---------------- | -------------------- | ------- |
| 66    | 31 juillet | @ Washington | V 125-112 | Devin Booker (27) | DeAndre Ayton (12) | Ricky Rubio (9)  | VISA Athletic Center | 27 - 39 |

| Match | Date match | Équipe          | Score     | Meilleur marqueur  | Meilleur rebondeur   | Meilleur passeur  | Lieux                | Série   |
| ----- | ---------- | --------------- | --------- | ------------------ | -------------------- | ----------------- | -------------------- | ------- |
| 67    | 2 août     | Dallas          | V 117-115 | Devin Booker (30)  | Cameron Johnson (12) | Ricky Rubio (7)   | VISA Athletic Center | 28 - 39 |
| 68    | 4 août     | @ L.A. Clippers | V 117-115 | Devin Booker (35)  | Dario Šarić (8)      | Devin Booker (8)  | AdventHealth Arena   | 29 - 39 |
| 69    | 6 août     | Indiana         | V 114-99  | DeAndre Ayton (23) | Cameron Johnson (12) | Devin Booker (10) | VISA Athletic Center | 30 - 39 |
| 70    | 8 août     | @ Miami         | V 119-112 | Devin Booker (35)  | DeAndre Ayton (12)   | Ricky Rubio (8)   | VISA Athletic Center | 31 - 39 |
| 71    | 10 août    | Oklahoma City   | V 128-101 | Devin Booker (35)  | Dario Šarić (9)      | Ricky Rubio (9)   | The Field House      | 32 - 39 |
| 72    | 11 août    | @ Philadelphie  | V 130-117 | Devin Booker (35)  | DeAndre Ayton (12)   | Ricky Rubio (10)  | VISA Athletic Center | 33 - 39 |
| 73    | 13 août    | Dallas          | V 128-102 | Devin Booker (27)  | DeAndre Ayton (9)    | Ricky Rubio (12)  | AdventHealth Arena   | 34 - 39 |

### Confrontations en saison régulière
| Conférence Est      | Conférence Est                              | Conférence Est                              | Conférence Ouest                            | Conférence Ouest                            | Conférence Ouest                            | Conférence Ouest                            | Conférence Ouest                            |
| Division Atlantique | Division Atlantique                         | Division Atlantique                         | Division Nord-Ouest                         | Division Nord-Ouest                         | Division Nord-Ouest                         | Division Nord-Ouest                         | Division Nord-Ouest                         |
| Équipe              | Domicile                                    | Extérieur                                   | Équipe                                      | Domicile                                    | Domicile                                    | Extérieur                                   | Extérieur                                   |
| ------------------- | ------------------------------------------- | ------------------------------------------- | ------------------------------------------- | ------------------------------------------- | ------------------------------------------- | ------------------------------------------- | ------------------------------------------- |
| Boston              | 85-99                                       | 123-119                                     | Denver                                      | 111-113                                     | 108-117                                     | 107-108 (OT)                                | 104-116                                     |
| Brooklyn            | 138-112                                     | 97-119                                      | Minnesota                                   | 125-109                                     |                                             | 100-98                                      |                                             |
| New York            | 120-112                                     | 121-98                                      | Oklahoma City                               | 107-111                                     |                                             | 108-126                                     |                                             |
| Philadelphie        | 114-109                                     |                                             | Portland                                    | 110-111                                     | 127-117                                     | 122-116                                     | 105-121                                     |
| Toronto             | 114-123                                     | 101-118                                     | Utah                                        | 95-96                                       |                                             | 131-111                                     |                                             |
| Matchs à Orlando    |                                             |                                             |                                             |                                             |                                             |                                             |                                             |
| Philadelphie        |                                             | 130-117                                     | Oklahoma City                               | 128-101                                     |                                             |                                             |                                             |
|                     | 3–2                                         | 3–2                                         |                                             | 3–5                                         | 3–5                                         | 3–4                                         | 3–4                                         |
| Division            | 6–4                                         | 6–4                                         | Division                                    | 6–9                                         | 6–9                                         | 6–9                                         | 6–9                                         |
| Division Centrale   | Division Centrale                           | Division Centrale                           | Division Pacifique                          | Division Pacifique                          | Division Pacifique                          | Division Pacifique                          | Division Pacifique                          |
| Équipe              | Domicile                                    | Extérieur                                   | Équipe                                      | Domicile                                    | Domicile                                    | Extérieur                                   | Extérieur                                   |
| Chicago             |                                             | 112-104                                     | Golden State                                | 112-106                                     | 99-115                                      | 121-110                                     | 96-105                                      |
| Cleveland           |                                             |                                             | L.A. Clippers                               | 130-122                                     | 92-102                                      | 99-120                                      |                                             |
| Detroit             | 111-113                                     | 108-116                                     | L.A. Lakers                                 | 115-123                                     |                                             | 107-117                                     | 120-125                                     |
| Indiana             | 87-112                                      |                                             |                                             |                                             |                                             |                                             |                                             |
| Milwaukee           | 140-131                                     | 108-129                                     | Sacramento                                  | 124-95                                      | 103-114                                     | 116-120                                     | 112-110                                     |
| Matchs à Orlando    |                                             |                                             |                                             |                                             |                                             |                                             |                                             |
| Indiana             | 114-99                                      |                                             | L.A. Clippers                               |                                             |                                             | 117-115                                     |                                             |
|                     | 2–2                                         | 1–2                                         |                                             | 3–4                                         | 3–4                                         | 3–5                                         | 3–5                                         |
| Division            | 3–4                                         | 3–4                                         | Division                                    | 6–9                                         | 6–9                                         | 6–9                                         | 6–9                                         |
| Division Sud-Est    | Division Sud-Est                            | Division Sud-Est                            | Division Sud-Ouest                          | Division Sud-Ouest                          | Division Sud-Ouest                          | Division Sud-Ouest                          | Division Sud-Ouest                          |
| Équipe              | Domicile                                    | Extérieur                                   | Équipe                                      | Domicile                                    | Domicile                                    | Extérieur                                   | Extérieur                                   |
| Atlanta             | 128-112                                     | 110-123                                     | Dallas                                      | 113-120                                     |                                             | 133-104                                     |                                             |
| Charlotte           | 100-92                                      | 109-104                                     | Houston                                     | 125-139                                     | 127-91                                      | 109-115                                     |                                             |
| Miami               | 108-124                                     |                                             | Memphis                                     | 108-115                                     | 114-121                                     | 114-105                                     | 109-114                                     |
| Orlando             | 98-94                                       | 114-128                                     | New Orleans                                 | 121-124                                     |                                             | 139-132 (OT)                                |                                             |
| Washington          | 132-140                                     |                                             | San Antonio                                 | 119-121 (OT)                                | 118-120                                     | 103-99                                      |                                             |
| Matchs à Orlando    |                                             |                                             |                                             |                                             |                                             |                                             |                                             |
| Miami               |                                             | 119-112                                     | Dallas                                      | 117-115                                     | 128-102                                     |                                             |                                             |
| Washington          |                                             | 125-112                                     |                                             |                                             |                                             |                                             |                                             |
|                     | 3–2                                         | 3–2                                         |                                             | 3–7                                         | 3–7                                         | 4–2                                         | 4–2                                         |
| Division            | 6–4                                         | 6–4                                         | Division                                    | 7–9                                         | 7–9                                         | 7–9                                         | 7–9                                         |
| Conférence          | 15–12 (Domicile : 8–6; Extérieur : 7–6)     | 15–12 (Domicile : 8–6; Extérieur : 7–6)     | Conférence                                  | 19–27 (Domicile : 9–16; Extérieur : 10–11)  | 19–27 (Domicile : 9–16; Extérieur : 10–11)  | 19–27 (Domicile : 9–16; Extérieur : 10–11)  | 19–27 (Domicile : 9–16; Extérieur : 10–11)  |
| Total               | 34–39 (Domicile : 17–22; Extérieur : 17–17) | 34–39 (Domicile : 17–22; Extérieur : 17–17) | 34–39 (Domicile : 17–22; Extérieur : 17–17) | 34–39 (Domicile : 17–22; Extérieur : 17–17) | 34–39 (Domicile : 17–22; Extérieur : 17–17) | 34–39 (Domicile : 17–22; Extérieur : 17–17) | 34–39 (Domicile : 17–22; Extérieur : 17–17) |

## Classements de la saison régulière
| Conférence Ouest | Conférence Ouest                | Conférence Ouest | Conférence Ouest | Conférence Ouest | Conférence Ouest | Conférence Ouest | Conférence Ouest |
| No               | Franchise                       | Vic.             | Def.             | MJ               | V/D              | GB               |                  |
| ---------------- | ------------------------------- | ---------------- | ---------------- | ---------------- | ---------------- | ---------------- | ---------------- |
| 1                | Lakers de Los Angeles           | 52               | 19               | 71               | .732             | –                |                  |
| 2                | Clippers de Los Angeles         | 49               | 23               | 72               | .681             | 3.5              |                  |
| 3                | Nuggets de Denver               | 46               | 27               | 73               | .630             | 7                |                  |
| 4                | Rockets de Houston              | 44               | 28               | 72               | .611             | 8.5              |                  |
| 5                | Thunder d'Oklahoma City         | 44               | 28               | 72               | .611             | 8.5              |                  |
| 6                | Jazz de l'Utah                  | 44               | 28               | 72               | .611             | 8.5              |                  |
| 7                | Mavericks de Dallas             | 43               | 32               | 75               | .573             | 11               |                  |
| 8                | Trail Blazers de Portland (PI)  | 35               | 39               | 74               | .473             | 18.5             |                  |
|                  |                                 |                  |                  |                  |                  |                  |                  |
| 9                | Grizzlies de Memphis (PI)       | 34               | 39               | 73               | .466             | 19               |                  |
| 10               | Suns de Phoenix                 | 34               | 39               | 73               | .466             | 19               |                  |
| 11               | Spurs de San Antonio            | 32               | 39               | 71               | .451             | 20               |                  |
| 12               | Kings de Sacramento             | 31               | 41               | 72               | .431             | 21.5             |                  |
| 13               | Pelicans de La Nouvelle-Orléans | 30               | 42               | 72               | .417             | 22.5             |                  |
| 14               | Timberwolves du Minnesota       | 19               | 45               | 64               | .297             | 29.5             |                  |
| 15               | Warriors de Golden State        | 15               | 50               | 65               | .231             | 34               |                  |

| Division Pacifique       | V  | D  | MJ | V/D  | GB   | Dom   | Ext   | Div  |
| ------------------------ | -- | -- | -- | ---- | ---- | ----- | ----- | ---- |
| Lakers de Los Angeles    | 52 | 19 | 71 | .732 | –    | 25–10 | 27–9  | 10–3 |
| Clippers de Los Angeles  | 49 | 23 | 72 | .681 | 3.5  | 27–9  | 22–14 | 8–6  |
| Suns de Phoenix          | 34 | 39 | 73 | .466 | 19   | 17–22 | 17–17 | 6–9  |
| Kings de Sacramento      | 31 | 41 | 72 | .431 | 21.5 | 16–19 | 15–22 | 8–5  |
| Warriors de Golden State | 15 | 50 | 65 | .231 | 34   | 8–26  | 7–24  | 2–11 |

## Effectif

### Effectif actuel
| Suns de Phoenix Effectif actuel                                |    |                        |                      |                  |
| Entraîneur : Monty Williams                                    |    |                        |                      |                  |
| Pivot                                                          | 22 | Drapeau des Bahamas    | Deandre Ayton        | Arizona          |
| Pivot / Ailier fort                                            | 46 | Drapeau de l'Australie | Aron Baynes          | Washington State |
| Arrière                                                        | 1  | Drapeau des États-Unis | Devin Booker (C)     | Kentucky         |
| Ailier                                                         | 25 | Drapeau des États-Unis | Mikal Bridges        | Villanova        |
| Meneur                                                         | 4  | Drapeau des États-Unis | Jevon Carter         | West Virginia    |
| Ailier fort / Pivot                                            | 14 | Drapeau du Mali        | Cheick Diallo        | Kansas           |
| Meneur / Arrière                                               | 10 | Drapeau des États-Unis | Ty Jerome (R)        | Virginia         |
| Ailier / Ailier fort                                           | 23 | Drapeau des États-Unis | Cameron Johnson (R)  | North Carolina   |
| Ailier fort / Pivot                                            | 8  | /                      | Frank Kaminsky       | Wisconsin        |
| Meneur                                                         | 0  | Drapeau des États-Unis | Jalen Lecque (R)     | Brewster Academy |
| Meneur                                                         | 2  | Drapeau de la France   | Élie Okobo           | Pau-Lacq-Orthez  |
| Ailier                                                         | 3  | Drapeau des États-Unis | Kelly Oubre          | Kansas           |
| Ailier fort                                                    | 41 | Drapeau des États-Unis | Tariq Owens (R) (TW) | Texas Tech       |
| Meneur                                                         | 15 | Drapeau des États-Unis | Cameron Payne        | Murray State     |
| Meneur                                                         | 11 | Drapeau de l'Espagne   | Ricky Rubio          | FC Barcelone     |
| Ailier fort                                                    | 20 | Drapeau de la Croatie  | Dario Šarić          | Anadolu Efes     |
| (C) - Capitaine, (R) - Rookie, (TW) - Two-way contract, Blessé |    |                        |                      |                  |

## Récompenses durant la saison
Récapitulatif des récompenses obtenues par les joueurs de l'équipe durant la saison.
| Date       | Joueur        | Récompense                              |
| ---------- | ------------- | --------------------------------------- |
| 14 février | DeAndre Ayton | ☆ Rising Stars Challenge - Team World ☆ |
| 16 février | Devin Booker  | ☆ All-Star 2020 ☆                       |

## Transactions
Le détail des différents contrats signés par l'équipe est disponible dans la section supérieure des contrats des joueurs, avec les montants des salaires.

### Échanges
| Juillet   | Juillet | Juillet | Juillet |
| --------- | --- | --- | ------- |
| 6 juillet | Vers les Suns de Phoenix - Aron Baynes - Droits sur Ty Jerome (#24) | Vers les Celtics de Boston - Premier tour de draft 2020 protégé (De Milwaukee)                                                     | [ 5 ]   |
| 6 juillet | Vers les Suns de Phoenix - Dario Šarić - Droits sur Cameron Johnson (#11) | Vers les Timberwolves du Minnesota - Droits sur Jarrett Culver (#6)                                                                | [ 6 ]   |
| 6 juillet | Echange à trois équipes | Echange à trois équipes | [ 7 ]   |
| 6 juillet | Vers les Suns de Phoenix - Compensation financière de 1 100 000 $ (D'Indiana)                                                                                                 | Vers le Heat de Miami - Droits sur KZ Okpala (#32) (De Phoenix)                                                                    | [ 7 ]   |
| 6 juillet | Vers les Pacers de l'Indiana - T. J. Warren (De Phoenix) - Second tour de draft 2022 (De Miami) - Second tour de draft 2025 (De Miami) - Second tour de draft 2026 (De Miami) | | [ 7 ]   |
| 7 juillet | Vers les Suns de Phoenix - Jevon Carter - Kyle Korver | Vers les Grizzlies de Memphis - Josh Jackson - De'Anthony Melton - Second tour de draft 2020 - Second tour de draft 2021 (protégé) | [ 8 ]   |

### Joueurs qui re-signent
| Date       | Joueur      |
| ---------- | ----------- |
| 16/07/2019 | Kelly Oubre |

### Options dans les contrats
| Date       | Joueur          | Option                                                                           |
| ---------- | --------------- | -------------------------------------------------------------------------------- |
| 21/06/2019 | Tyler Johnson   | Tyler Johnson exerce son option joueur de 19 245 370 $ pour la saison 2019-2020. |
| 24/06/2019 | Jimmer Fredette | Phoenix décline son option d'équipe de 1 988 119 $ pour la saison 2019-2020.     |
| 29/06/2019 | Ray Spalding    | Phoenix décline son option d'équipe de 1 416 852 $ pour la saison 2019-2020.     |
| 11/10/2019 | Deandre Ayton   | Phoenix exerce leur option d'équipe de 10 018 200 $ pour la saison 2020-2021.    |
| 11/10/2019 | Mikal Bridges   | Phoenix exerce leur option d'équipe de 4 359 000 $ pour la saison 2020-2021.     |

### Changement d’entraîneur
| Date       | Ancien entraîneur | Raison départ | Date de signature | Nouvel entraîneur | Provenance            |
| ---------- | ----------------- | ------------- | ----------------- | ----------------- | --------------------- |
| 23/04/2019 | Igor Kokoškov     | Licencié      | 03/05/2019        | Monty Williams    | 76ers de Philadelphie |

## Arrivées

### Draft
| Date       | Joueur                | Provenance                              |
| ---------- | --------------------- | --------------------------------------- |
| 06/07/2019 | Ty Jerome (#24)       | Cavaliers de la Virginie (NCAA)         |
| 06/07/2019 | Cameron Johnson (#11) | Tar Heels de la Caroline du Nord (NCAA) |

### Agents libres
| Date       | Joueur         | Provenance                      |
| ---------- | -------------- | ------------------------------- |
| 06/07/2019 | Jalen Lecque   | Brewster Academy (NCAA)         |
| 08/07/2019 | Ricky Rubio    | Jazz de l'Utah                  |
| 17/07/2019 | Frank Kaminsky | Hornets de Charlotte            |
| 17/07/2019 | Tariq Owens    | Texas Tech (NCAA)               |
| 22/07/2019 | Cheick Diallo  | Pelicans de la Nouvelle-Orléans |
| 24/07/2019 | David Krämer   | Ratiopharm Ulm                  |
| 23/09/2019 | Norense Odiase | Texas Tech (NCAA)               |
| 19/10/2019 | Troy Williams  | Kings de Sacramento             |
| 19/10/2019 | Aaron Epps     | Lumberjacks de Northern Arizona |
| 30/06/2020 | Cameron Payne  | Legends du Texas (G League)     |

### Contrats de 10 jours
| Date       | Joueur       | Provenance            |
| ---------- | ------------ | --------------------- |
| 12/02/2020 | Jonah Bolden | 76ers de Philadelphie |

### Contratstwo-way
| Date       | Joueur       | Provenance                          |
| ---------- | ------------ | ----------------------------------- |
| 17/07/2019 | Jared Harper | Tigers d'Auburn (NCAA)              |
| 15/01/2020 | Tariq Owens  | Suns de Northern Arizona (G League) |

## Départs

### Agents libres
| Date       | Joueur          | Nouvelle équipe¹      |
| ---------- | --------------- | --------------------- |
| 01/07/2019 | Dragan Bender   | Bucks de Milwaukee    |
| 01/07/2019 | Jamal Crawford  |                       |
| 01/07/2019 | Troy Daniels    | Lakers de Los Angeles |
| 01/07/2019 | Jimmer Fredette | Panathinaïkos         |
| 01/07/2019 | Richaun Holmes  | Kings de Sacramento   |
| 01/07/2019 | George King     | Aquila Basket Trento  |
| 01/07/2019 | Ray Spalding    | Hawks d'Atlanta       |

### Joueurs coupés
| Date       | Joueur        | Nouvelle équipe ¹  |
| ---------- | ------------- | ------------------ |
| 08/07/2019 | Kyle Korver   | Bucks de Milwaukee |
| 09/02/2020 | Tyler Johnson | Nets de Brooklyn   |
| 12/03/2020 | Jared Harper  | Knicks de New York |

¹ Il s'agit de l’équipe pour laquelle le joueur a signé après son départ, il a pu entre-temps changer d'équipe ou encore de pays.

### Joueurs non retenus au training camp
Liste des joueurs non retenus pour commencer la saison NBA.
| Joueur         |
| -------------- |
| Aaron Epps     |
| David Krämer   |
| Norense Odiase |
| Tariq Owens    |
| Troy Williams  |

## Situation à la fin de saison

### Joueurs "agents libres"
| Joueur       | Fin de saison         |
| ------------ | --------------------- |
| Aron Baynes  | Agent libre           |
| Jevon Carter | Agent libre restreint |
| Tariq Owens  | Agent libre restreint |
| Dario Šarić  | Agent libre restreint |

### Options en fin de saison
| Joueur         | Fin de saison    |
| -------------- | ---------------- |
| Cheick Diallo  | Option d'équipe. |
| Frank Kaminsky | Option d'équipe  |
| Cameron Payne  | Option d'équipe. |